# Абу'л-Хасан Алі
Абу'л-Хасан Алі аль-Іхшид (*أبو الحسن علي بن الإخشيد, д/н —966) — незалежний валі Єгипту та південної Сирії у 961—966 роках.

## Життєпис
Походив з династії Іхшидів. Син Мухаммада ібн Тугджа. Посів трон після смерті свого брата Абу'л-Касіма Унуджура у 961 році. Втім, фактична влада збереглася в руках Абу аль-Міск Кафура. Алі проводив час у гаремі, бенкетуючи та приділяючи увагу розкошам.
Протягом 960—963 років флот Іхшидів зазнав поразки від візантійців біля узбережжя в Кілікії. У 963 році відбулося спустошливе вторгнення війська Нубії. Водночас розпочалися напади бедуїнів у Сирії та прикордонній Палестині. У 966 році його отруїв Кафур, який обійняв посаду валі.